# 斯納普芬格 (喬治亞州)
斯納普芬格（英語：Snapfinger）是位於美國喬治亞州迪卡爾布縣的一個非建制地區。該地的面積和人口皆未知。

## 地理
斯納普芬格的座標為33°41′13″N 84°12′06″W / 33.68694°N 84.20167°W，而該地的平均海拔高度為85米（即279英尺）。